# يولاندا هاميلتون
يولاندا هاميلتون (بالإنجليزية: Yolanda Hamilton)‏ (26 مايو 1987 - ) هي لاعبة كرة قدم جامايكية في مركز الدفاع.